# Joachim Leopold Haupt
Joachim Leopold Haupt (ur. 1 sierpnia 1797 w Baudach, zm. 9 lutego 1883 w Sohrau) – pastor ewangelicki, publicysta i etnograf, serbołużycki działacz narodowy. Aktywny w Górnołużyckim Towarzystwie Naukowym, gdzie pełnił m.in. funkcję sekretarza. Wraz z Janem Arnostem Smolerem zebrał i wydał zbiór serbołużyckich pieśni ludowych – Pieśni Górnych i Dolnych Łużyc. 

## Wydane dzieła
- Teutsche Burschengesänge, 1819
- Kränze und Blumen, 1819
- Volkslieder der Wenden in der Ober- und Niederlausitz, 2 tomy, 1841-1844
- Manoah, 1866